# Verner Göransson
Gunnar Verner Göransson, född 22 september 1910 i Högsjö församling, Västernorrlands län, död 17 november 1984 i Laholms församling, Hallands län, var en svensk friidrottare som tävlade i tresteg. 
Under åren 1929 till 1936 vann han ett SM-guld, två SM-silver och ett SM-brons i tresteg, tävlande för klubben Laholms IF.
Han gifte sig 1938 med Ingeborg Jönsson (1909–2000), som var dotter till en handskmakare.
Verner Göransson är gravsatt i minneslunden på Laholms kyrkogård.